# 卡尔·汉森
卡尔·汉森（瑞典語：Karl Hansen，1890年7月30日—1959年4月5日），瑞典男子马术运动员。他曾代表瑞典参加1928年夏季奥林匹克运动会马术比赛，获得团体场地障碍赛铜牌。